# Hoegaarden (bière)
 (avril 2021).
Pour les articles homonymes, voir Hoegaarden (homonymie).
La Hoegaarden est une bière blanche originaire de Hoegaarden en Belgique. Elle est disponible dans plus de 70 pays. C'est une marque du groupe AB InBev, le plus gros brasseur du monde. Elle est produite à la Brasserie Hoegaarden (ex Brasserie De Kluis).

## Historique

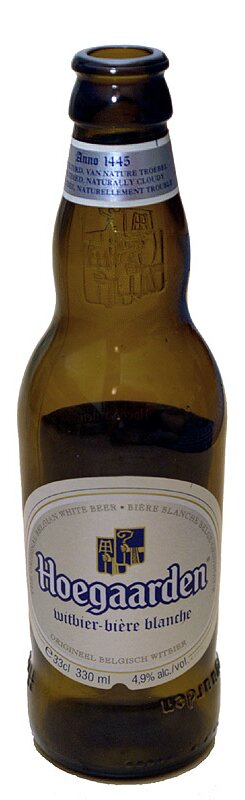
Hoegaarden witbier

La bière Hoegaarden est un exemple du style de bière witbier, une bière blanche de blé. Ce style, le premier appartenant aux bières dites « blanches », fut créé par les moines du village Hoegaarden aux alentours de 1445. Les premières bières blanches brassées étaient très aigres jusqu’à ce que les moines y ajoutent de l’écorce d’orange et de la coriandre, des ingrédients en provenance de la colonie de Curaçao. L’industrie brassicole de Hoegaarden prospère et, en 1736, le village compte 36 brasseries et 110 malteries. Cependant, après la Révolution française, le village perd graduellement en importance et, face à l'explosion des ventes de bière blonde, le style disparaît avec la fermeture de la brasserie Thomsin en 1957.
En 1966, un ancien employé de la brasserie Thomsin, Pierre Celis, décide de relancer la production en créant la brasserie De Kluis. En 1985, un incendie détruit la brasserie alors que la production est de 75 000 hectolitres à l'année. Stella Artois aide la brasserie à se reconstruire en échange de parts dans la société vendues par Pierre Celis qui décide de poursuivre ses activités de brasseur aux États-Unis. En 1987, Interbrew prend le contrôle total de la brasserie. La brasserie est ensuite rebaptisée brasserie Hoegaarden.

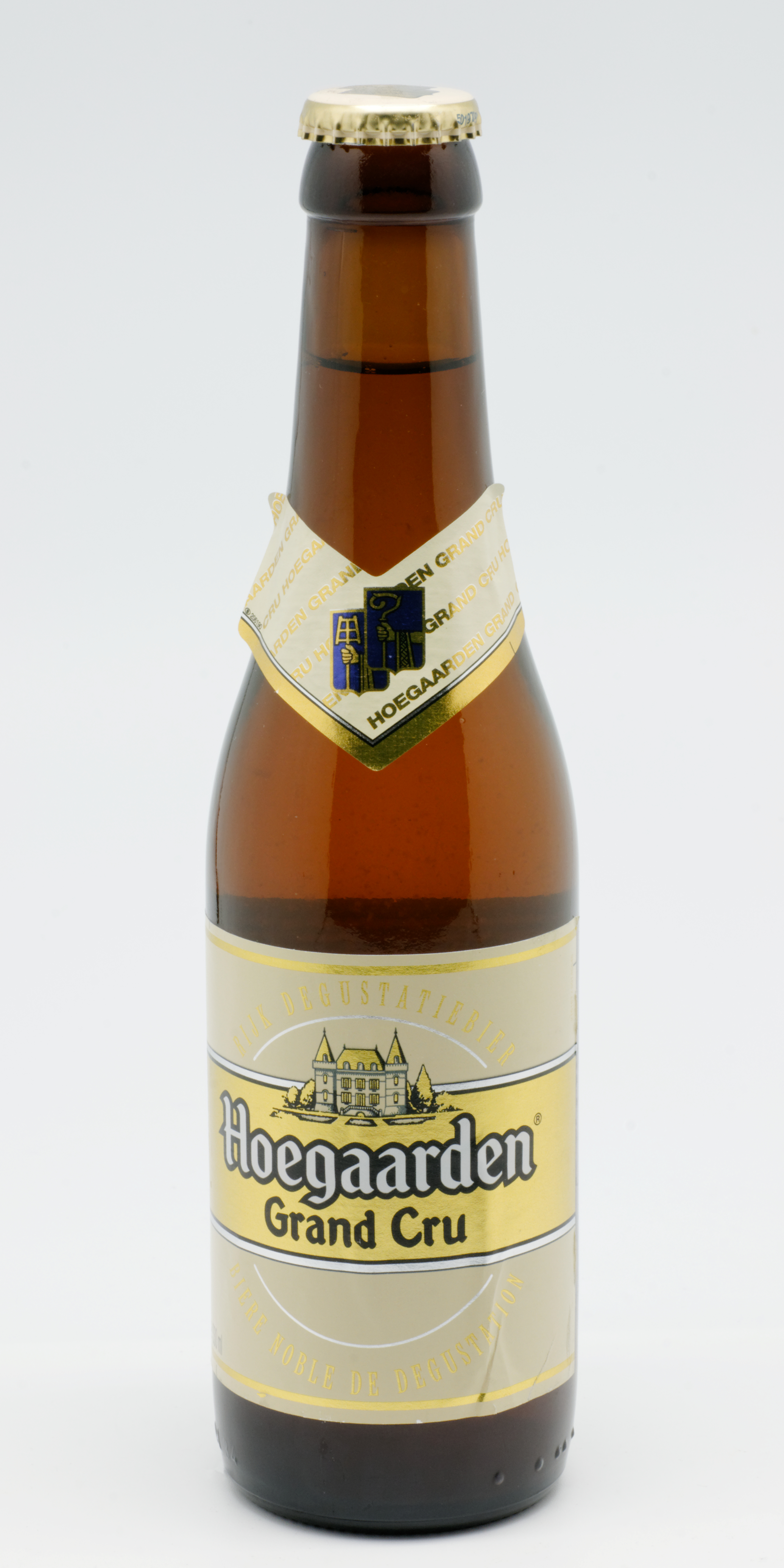
Hoegaarden Grand Cru

## La gamme
- Hoegaarden Originale : 4,9 % de degré alcoolique, bière blanche
- Hoegaarden Rosée (depuis 2007) : 3 %, aux extraits de framboise
- Hoegaarden Citron (depuis 2008) : 3 %, aux extraits de citron et lime
- Hoegaarden Spéciale : 5,7 %, disponible de octobre à janvier en Belgique seulement[réf. souhaitée]
- Hoegaarden Grand Cru[7] : 8,5 %, disponible officiellement en Belgique seulement[réf. souhaitée].
- Hoegaarden 0,0 (2011) : 0,0 %, disponible en Belgique
- Hoegaarden Radler Agrum (depuis 2015) : 2 %, bière de type panaché aux extraits d'orange
- Hoegaarden Radler Lemon & Lime (depuis 2015) : 2 %, bière de type panaché aux extraits de citron et de lime
- Le Fruit défendu / De Verboden Vrucht
- Julius

## À voir
- Liste des bières belges
- Liste des brasseries belges